# Plott Balsam Range
Plott Balsam Range er en bjergkæde i den vestlige del af North Carolina, USA. Bjergkæden er en del af Blue Ridge Mountains, som igen er en del af Appalacherne. Det højeste punkt i bjergkæden er Waterrock Knob med en højde på 1.918 meter over havets overflade.
Kæden har navn efter familien Plott, hvis stamfader, Johannes Plott kom til North Carolina fra Tyskland i slutningen af det 18. århundrede. Familien boede på gårde langs foden af bjergkæden, hvor de blandt andet drev jagt på vildsvin. Til det formål benyttede de hunderacen Plott Hound, der også er opkaldt efter familien. 
Bjergkæden strækker sig fra byen Sylva i Tuckasegee River dalen mod nordøst til Maggie Valley. Mod nord afgrænses bjergkæden af Great Smoky Mountains, og mod syd af Great Balsam Mountains, som den adskilles fra af Balsam Gap. Kæden ligger dels i Haywood County, dels i Jackson County. 
Ud over Waterrock Knob er der fire andre tinder i kæden, der når over 1.800 meter: 
- Mount Lyn Lowry (1.900 m)
- Browning Knob (1.900 m)
- Plott Balsam Mountain (1.856 m)
- Yellow Face (1.830 m).

Blue Ridge Parkway slynger sig på skråningerne af de højeste toppe i kæden mellem passene Balsam Gap og Soco Gap. Det meste af bjergkædens sydlige del ligger i Nantahala National Forest og den nordvestlige del langs Soco Creek ligger inden for grænserne af Qualla, hjemsted for Eastern Band of Cherokee Indians.